# Kobieta, która grzechu pragnie
Kobieta, która grzechu pragnie – polski film kryminalny z 1929 roku. Film nie zachował się do naszych czasów.

## Fabuła
Podczas naprawy samochodu na szosie zostaje okradziona Irena, córka przemysłowca. Z pomocą przypadkowo napotkanego motocyklisty, inżyniera Janusza Stomy, udaje się jednak schwytać złodzieja, który poprzysięga zemstę. Wdzięczna kobieta zaprasza inżyniera na przyjęcie imieninowe. Na imprezę przybywa też jej stały adorator, Witold Tyński. W nocy po przyjęciu zostaje skradziona jej piękna kolia (prezent imieninowy od ojca). Złodziej zabija lokaja i pozbawia wzroku stróża. Głównym podejrzanym staje się Janusz, który zostaje aresztowany, jednak ucieka policji w góry. Irena nie wierzy w winę Janusza i pragnie znaleźć prawdziwego sprawcę.

## Obsada
- Carlotta Bologna (Irena Parecka)
- Tadeusz Wenden (inżynier Janusz Stoma)
- Stefan Łada (Witold Tyński)
- Nora Ney (Maryna znad potoka)
- Alma Kar (Wanda, przyjaciółka Ireny)
- Oktawian Kaczanowski (Tadeusz Parecki, ojciec Ireny)
- Alojzy Kłyko (Kuba)
- Włodzimierz Metelski (Ryszard Zychoń)
- Wacław Korwin (sędzia śledczy)
- Jerzy Jabłoński (agent policyjny)